# Schitu Tarcău, Neamț
Schitu Tarcău este un sat în comuna Tarcău din județul Neamț, Moldova, România.

## Vezi și
- Mănăstirea Sihăstria Tarcăului

## Imagini

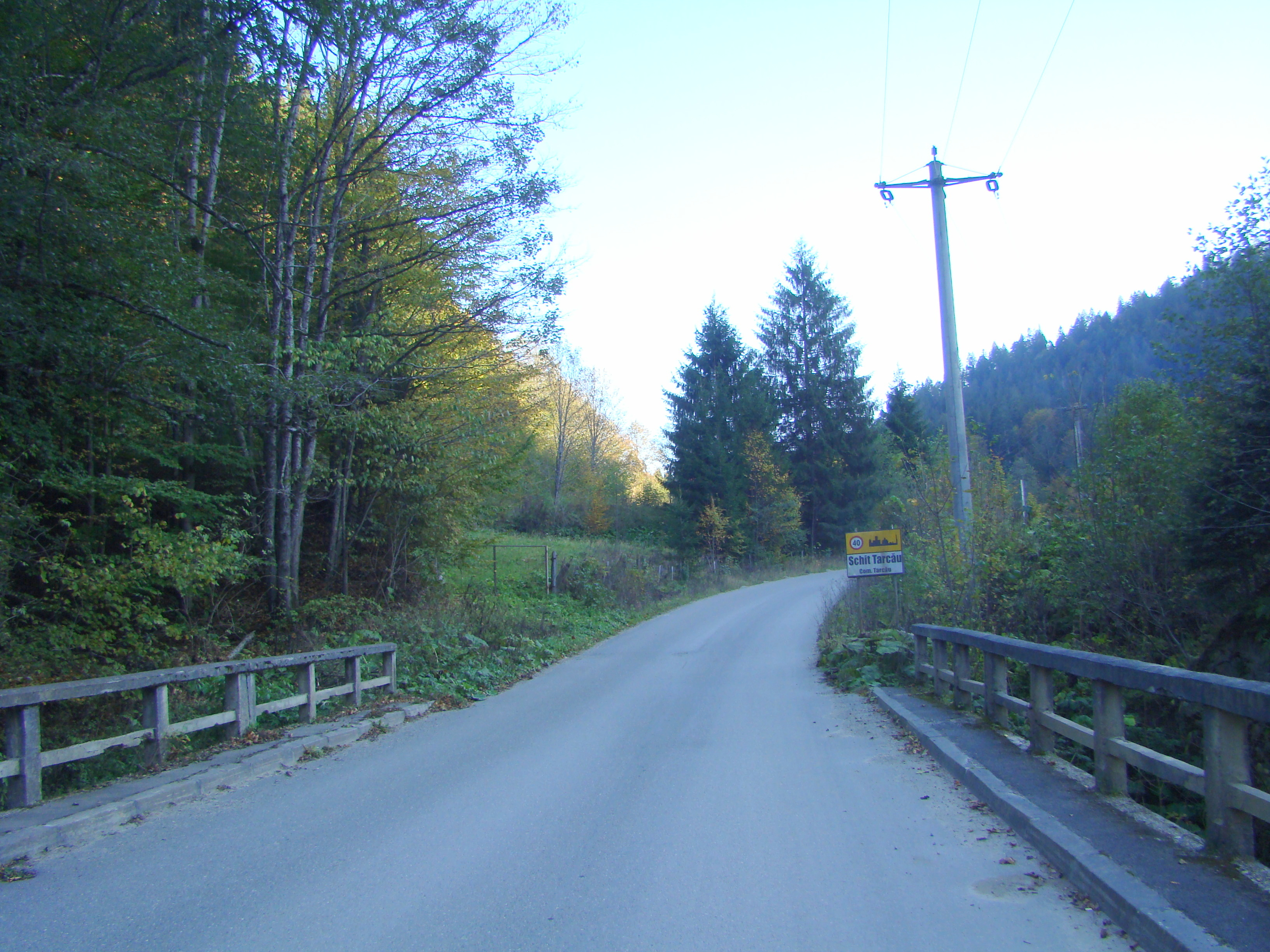
Intrarea în localitate
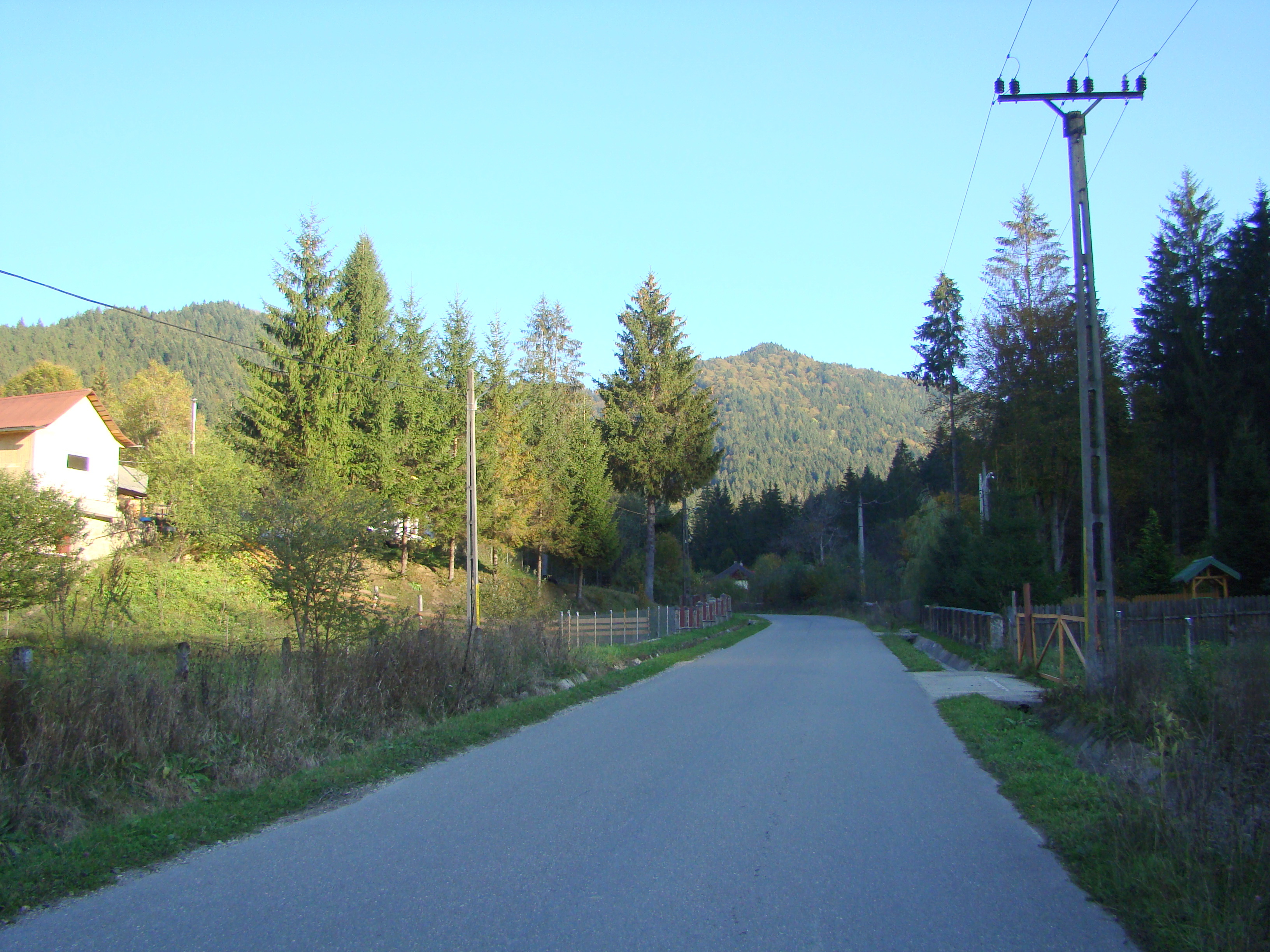
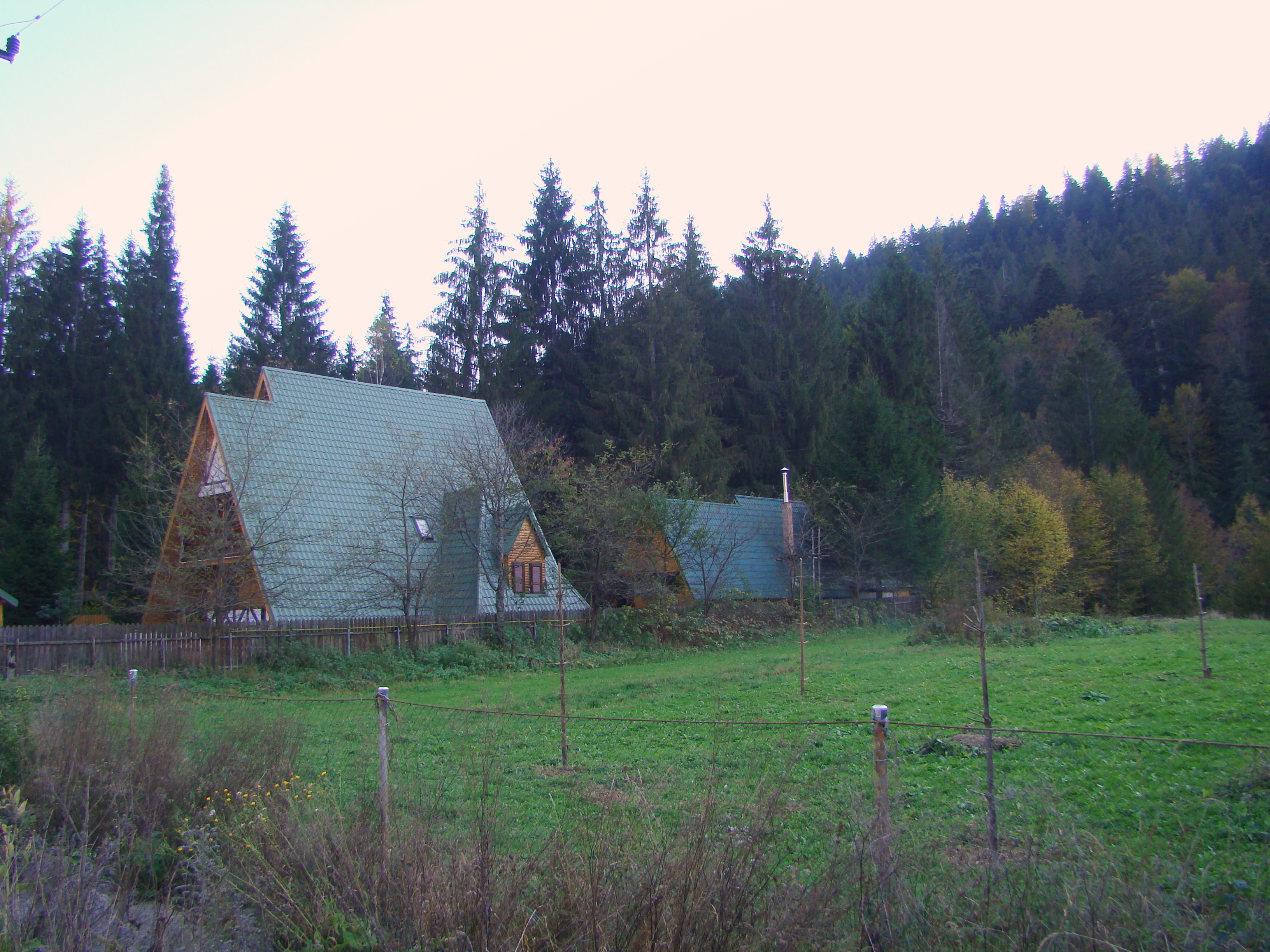
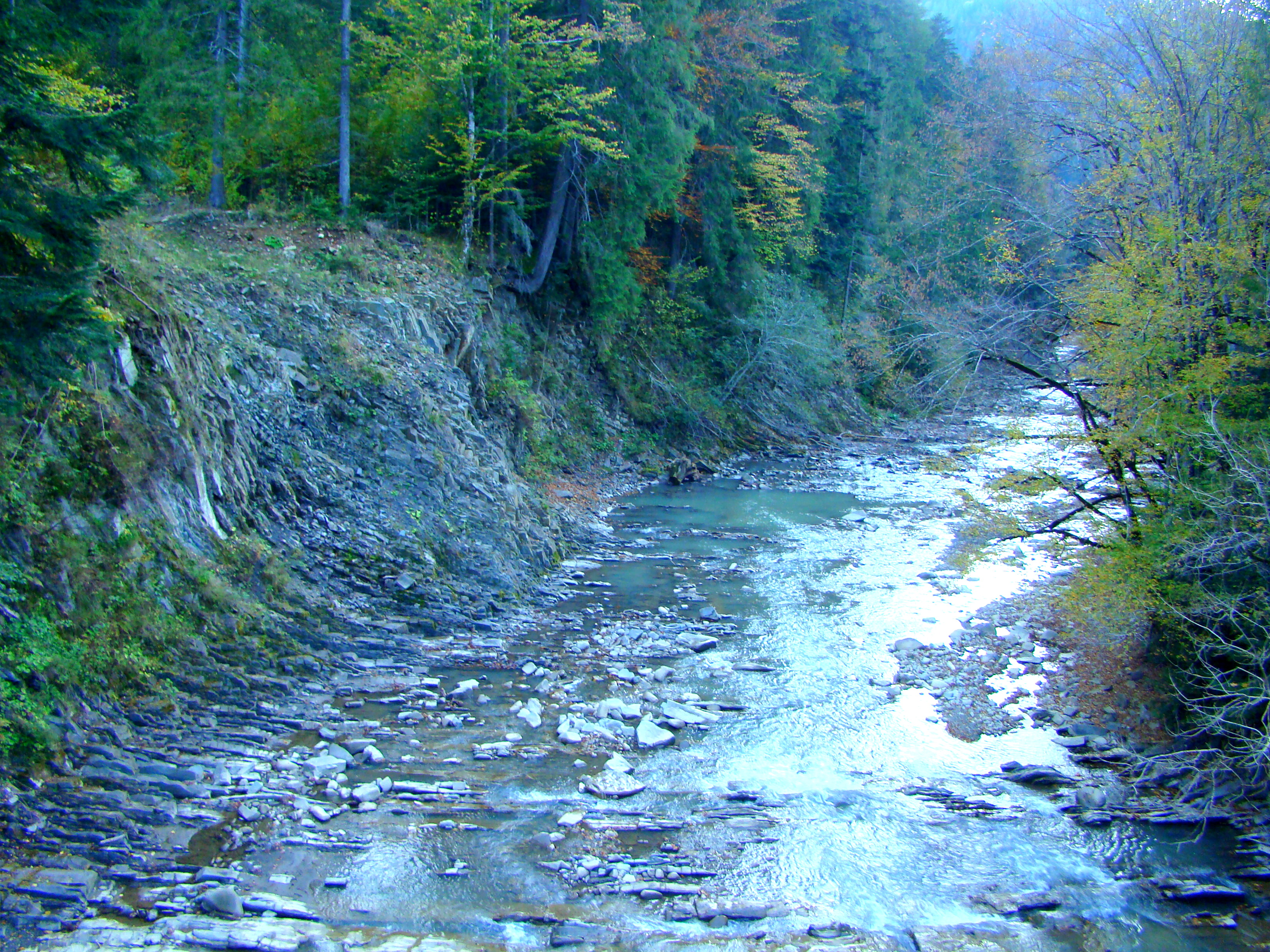
Râul Tarcău
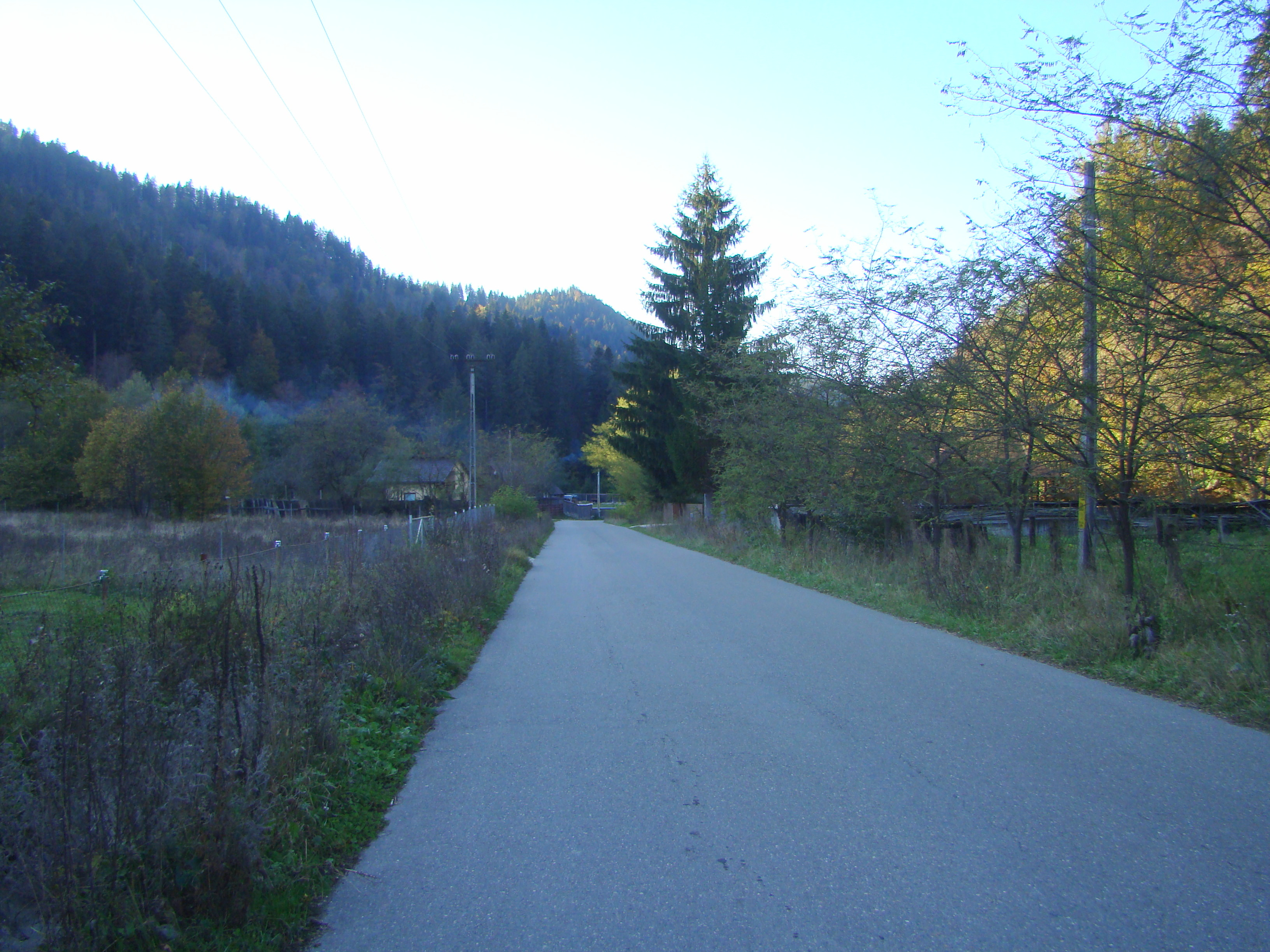
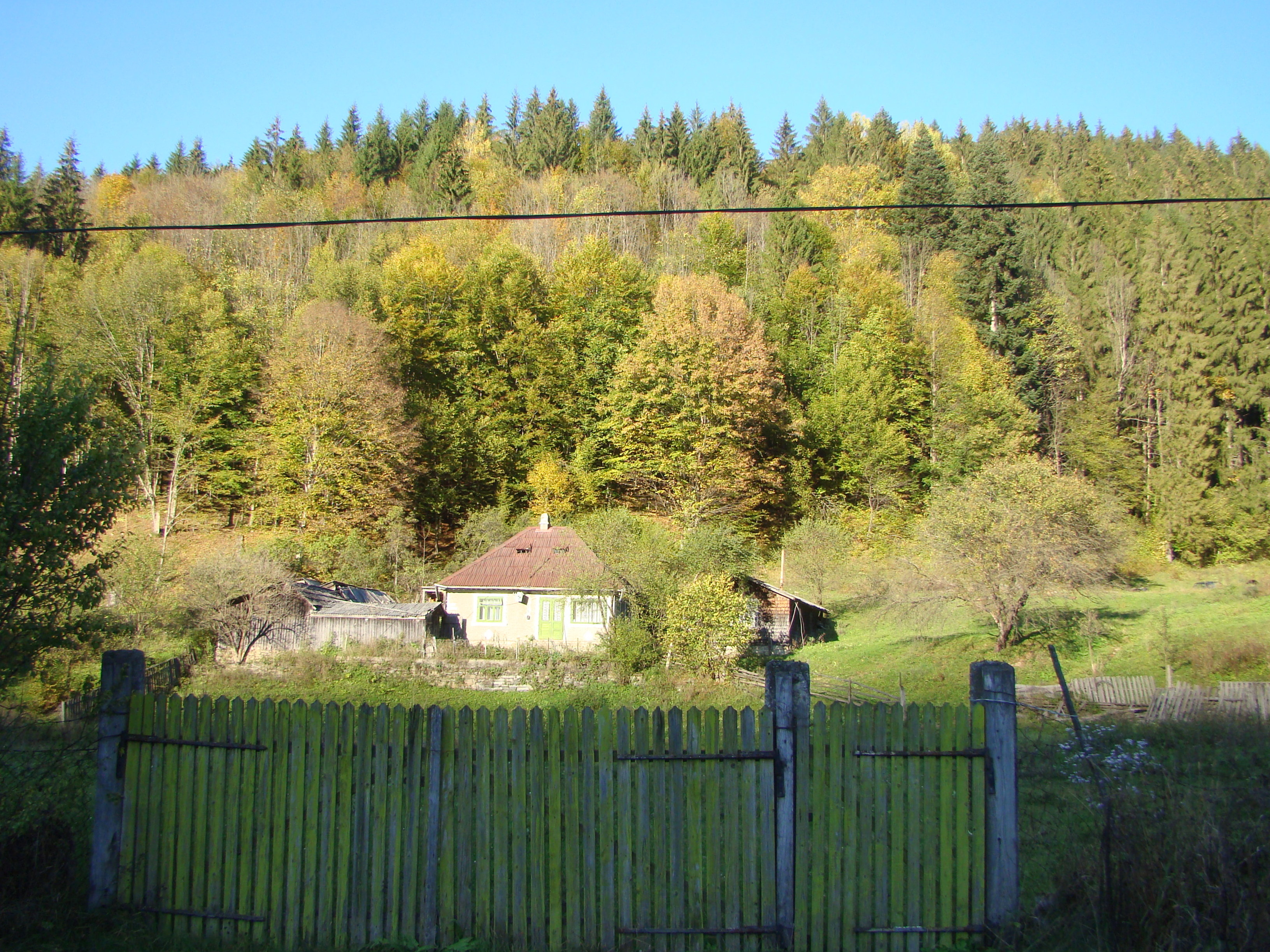
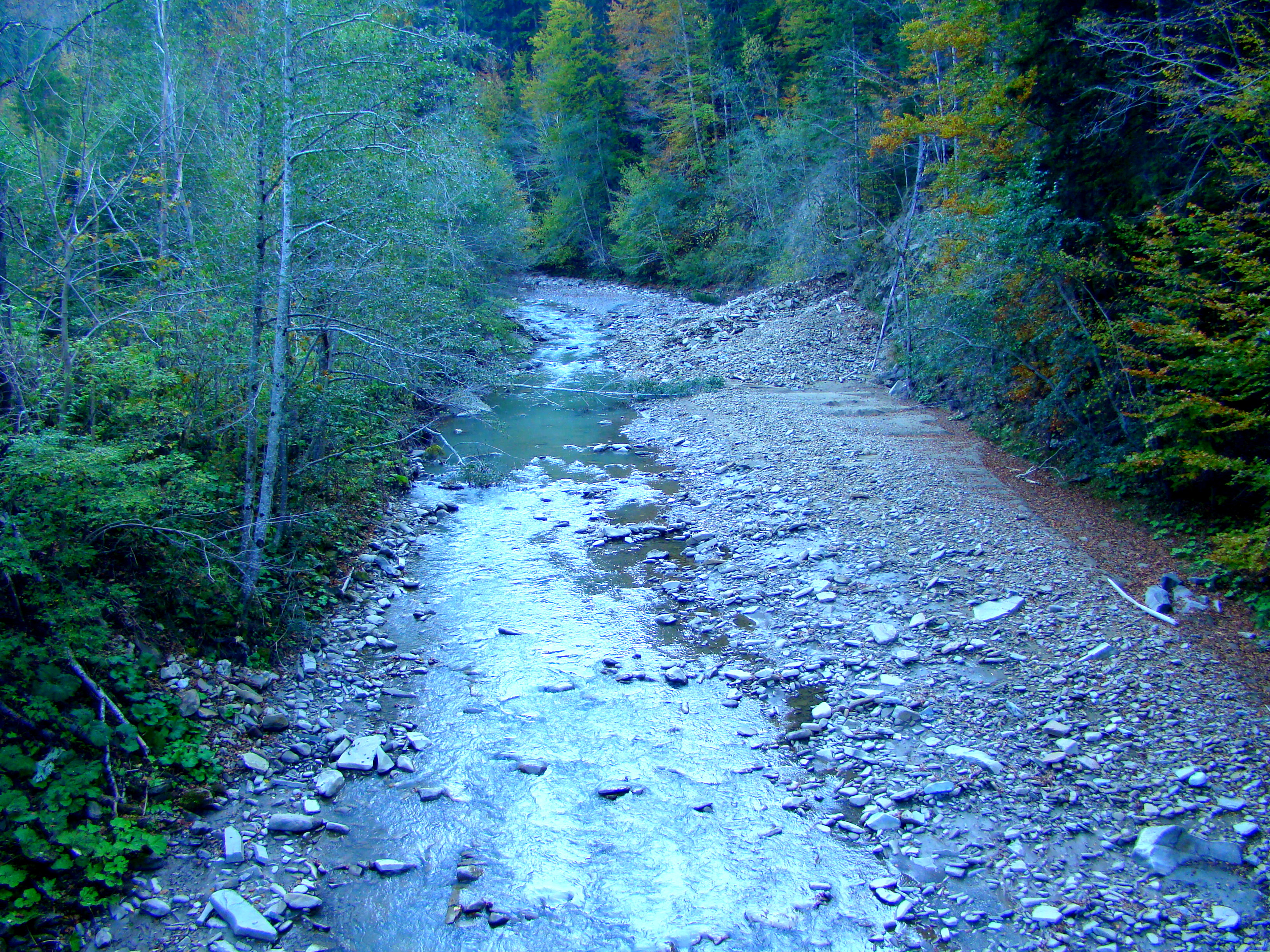
Râul Tarcău
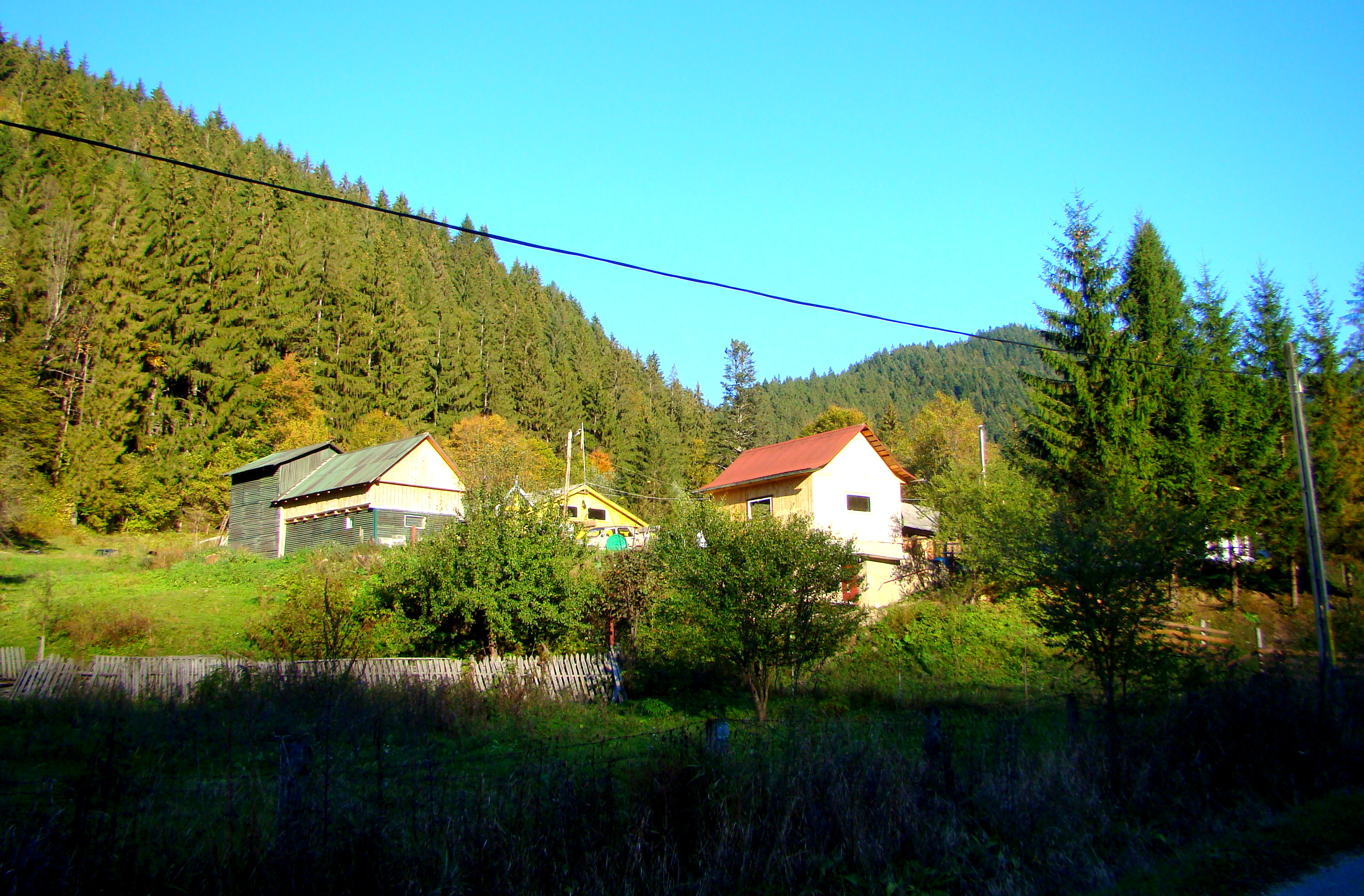
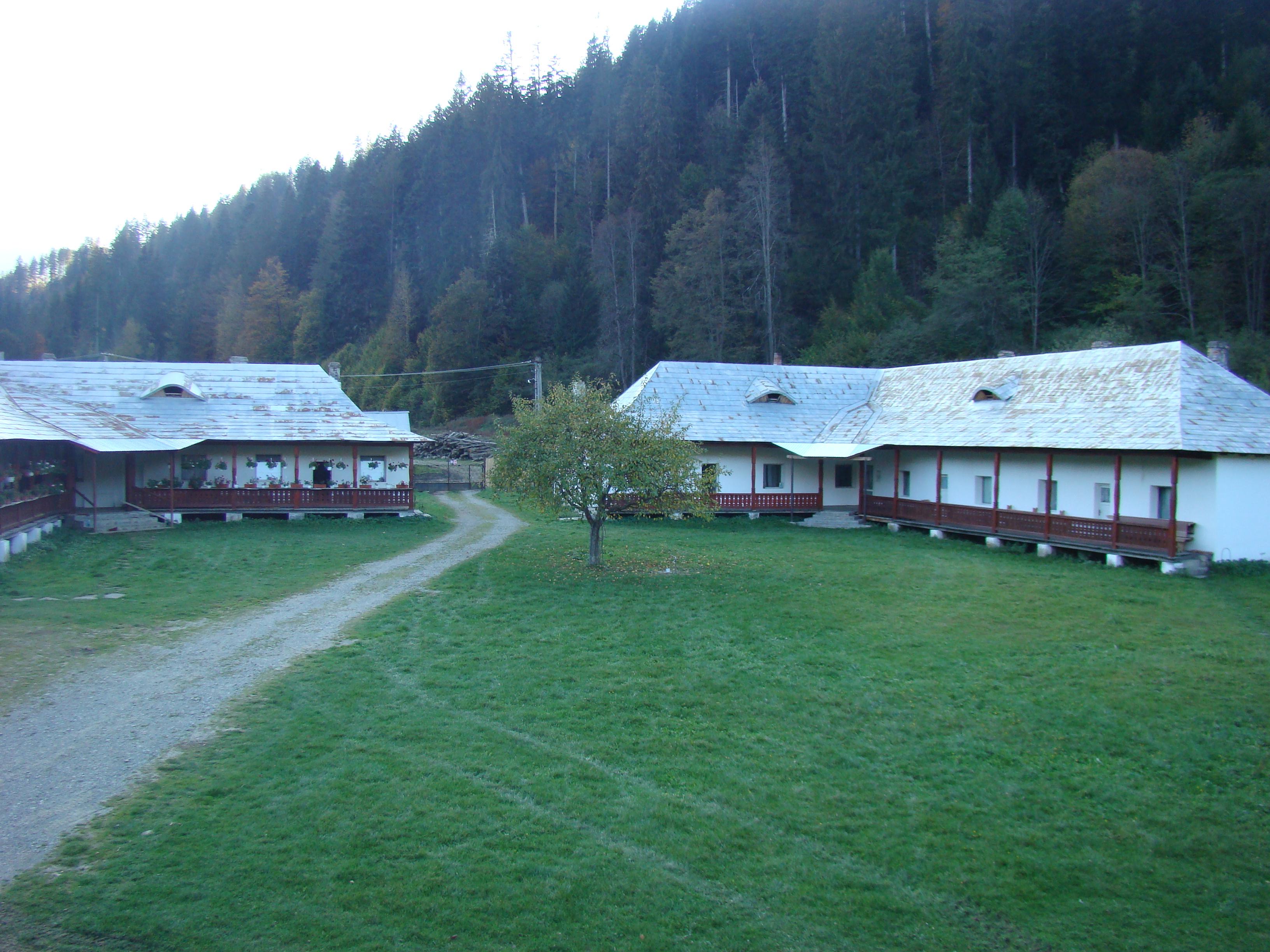
Mănăstirea Sihăstria Tarcăului
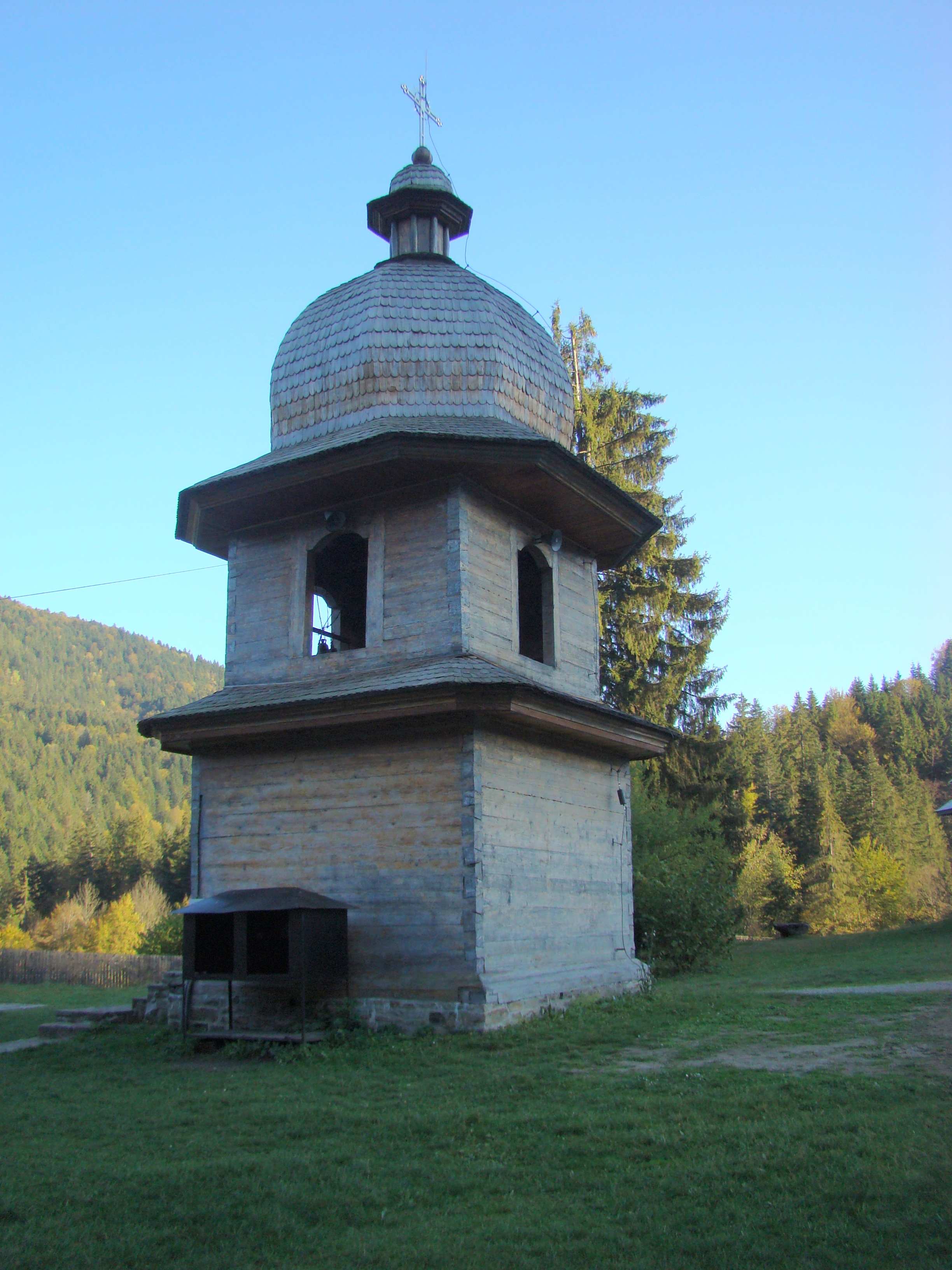
Turn clopotniță (monument istoric)

 Acest articol despre o localitate din județul Neamț este deocamdată un ciot. Puteți ajuta Wikipedia prin completarea lui.